# Bundesautobahn 67
De Bundesautobahn 67 is een Duitse autosnelweg, gesitueerd op de rechteroever van de Rijn, die van Rüsselsheim en Viernheim loopt. De A67 is verregaand als vierstrooksweg uitgevoerd en is 65 kilometer lang.
De A67 begint bij het Mönchhof Dreieck, waar deze aansluit op de A3, gaat in zuidelijke richting langs Rüsselsheim waar bij de Rüsselheimer Dreieck de A60 richting Mainz afslaat. Vervolgens kruist de A67 bij Darmstadt in het Darmstädter Kreuz de A5 om te eindigen bij Viernheimer Dreieck, waar de A67 overgaat in de A6 is.
In 2007 werd de A67 tussen Darmstadt en Lorsch verbreed van vier naar zes rijstroken.
Parallel aan de A67 wordt de hogesnelheidslijn Frankfurt am Main - Mannheim aangelegd.